# گیلبرت وایت
گیلبرت وایت (انگلیسی: Gilbert White; ۱۸ ژوئیهٔ ۱۷۲۰ – ۲۶ ژوئن ۱۷۹۳) دانشمند در زمینه گیاه‌شناسی اهل پادشاهی بریتانیای کبیر بود.